# Paradoja de Gibson
La paradoja de Gibson es un término acuñado por John Maynard Keynes en A Treatise on Money (1930), y se refiere a la aparente contradicción entre las predicciones de la teoría cuantitativa de la moneda y otras variantes de la teoría neoclásica de los precios sobre la relación negativa entre los precios y el tipo de interés, de un lado, y la realidad observada, de otro.
- Datos: Q5559264